# Eclissi solare del 9 febbraio 1766
L'eclissi solare del 9 febbraio 1766, di tipo totale, è un evento astronomico che ha avuto luogo il suddetto giorno attorno alle ore 12:09 UTC. La durata della fase massima dell'eclissi è stata di 2 minuti e 27 secondi e l'ombra lunare sulla superficie terrestre raggiunse una larghezza di 156 km.
L'eclissi solare totale è passata quasi totalmente sulla superficie oceanica, partendo dal nord-est dell'antartico ed attraversando l'oceano Atlantico sempre molto a sud delle coste africane.  

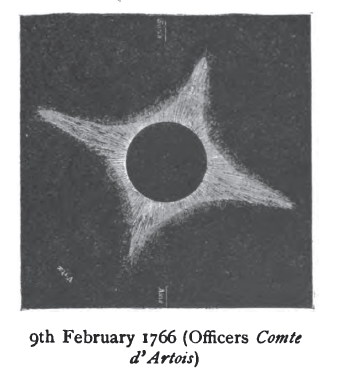
Immagine dell'eclissi documentata nel libro Total Eclipses of the Sun del 1900 di Mabel Loomis Todd

## Eclissi correlate

### Ciclo di Saros 117
La serie 117 del ciclo di Saros per le eclissi solari si verifica nel nodo ascendente della Luna, ripetendosi ogni 18 anni, 11 giorni, contenente 71 eventi. La prima eclissi di questa serie fu il 24 giugno 792 d.C. L'eclissi finale di questa serie sarà il 3 agosto 2054.